# Губно-зубные согласные
Губно-зубны́е согласные (ла́биодента́льные, от лат. labium (губа) + лат. dens (зуб)) — согласные, образуемые в результате разных видов контакта между нижней губой и верхними зубами. Активным речевым органом является нижняя губа, которая поднимается и соприкасается с верхними зубами.

## Классификация
Известны следующие губно-зубные согласные:
| МФА | Описание                       | Примеры       | Примеры                                                     | Примеры                                                     | Примеры                                                     |
| МФА | Описание                       | Язык          | Орфография                                                  | IPA                                                         | Значение                                                    |
| --- | ------------------------------ | ------------- | ----------------------------------------------------------- | ----------------------------------------------------------- | ----------------------------------------------------------- |
| p̪   | глухой взрывной губно-зубной   | греческий     | σάπφειρος                                                   | [ˈsap̪firo̞s̠]                                                 | сапфир                                                      |
| b̪   | звонкий взрывной губно-зубной  | сикка         | аллофон губно-зубного удара /ⱱ/ при тщательном произношении | аллофон губно-зубного удара /ⱱ/ при тщательном произношении | аллофон губно-зубного удара /ⱱ/ при тщательном произношении |
| p̪͡f  | глухая губно-зубная аффриката  | тсонга        | N/A                                                         | [tim̪p̪͡fuβu]                                                  | бегемоты                                                    |
| b̪͡v  | звонкая губно-зубная аффриката | тсонга        | N/A                                                         | [ʃileb̪͡vu]                                                   | подбородок                                                  |
|     | губно-зубной носовой           | английский    | symphony                                                    | [ˈsɪɱfəni]                                                  | симфония                                                    |
|     | глухой губно-зубной спирант    | русский       | факт                                                        | [fakt]                                                      |                                                             |
|     | звонкий губно-зубной спирант   | русский       | вар                                                         | [var]                                                       |                                                             |
|     | губно-зубной аппроксимант      | нидерландский | wang                                                        | [ʋɑŋ]                                                       | щека                                                        |
| ⱱ   | губно-зубной одноударный       | моно          | vwa                                                         | [ⱱa]                                                        | послать                                                     |
|     | губно-зубной щёлкающий         | нлънг         | ʘoe                                                         | [ʘ̪oe]                                                       | мясо                                                        |

Единственными часто встречающимися губно-зубными звуками, играющими роль фонем, являются фрикативы и аппроксиманты, самыми распространенными в языках мира являются фонемы /f/  и /v/, они встречаются в 49% и в 37% языков мира соответственно. Губно-зубные одноударные имеют статус фонемы более чем в десятке языков, но эти языки географически ограничены центром и северо-востоком Африки. При прочих способах образования гораздо чаще встречаются губно-губные варианты.
Диакритический знак, используемый в МФА, для обозначения губно-зубных аллофонов выглядит как     ̪

## Происхождение
В 1985 году Чарльз Хоккет обратил внимание на очень малую представленность согласных этого типа в языках охотников-собирателей и выдвинул гипотезу о том, что губно-зубные согласные появились в результате перехода от грубой растительной и животной пищи на более мягкую, производимую сельскохозяйственными сообществами. Изменение структуры пищи вело к постепенному изменению прикуса — от прямого (англ. edge-to-edge bite) к «ортогнатическому», с горизонтальным перекрытием нижних резцов (англ. overbite and overjet). «Ортогнатическое» строение челюстей облегчает артикуляцию /f/  и /v/.
Эта гипотеза нашла подтверждение в работе швейцарского научного коллектива под руководством Дамиана Блази, опубликованной в журнале Science в 2019 году. В ней на материале «больших данных» лингвистики, археологии и антропологии с помощью разнообразных статистических методов показано, что экспансия губно-зубных согласных шла параллельно с распространением мягкой пищи, которой человечество стало употреблять в результате развития технологий (появление керамической посуды для варки пищи, мукомольных приспособлений) и масштабного культурного перехода к сельскому хозяйству.